# Martinsyde

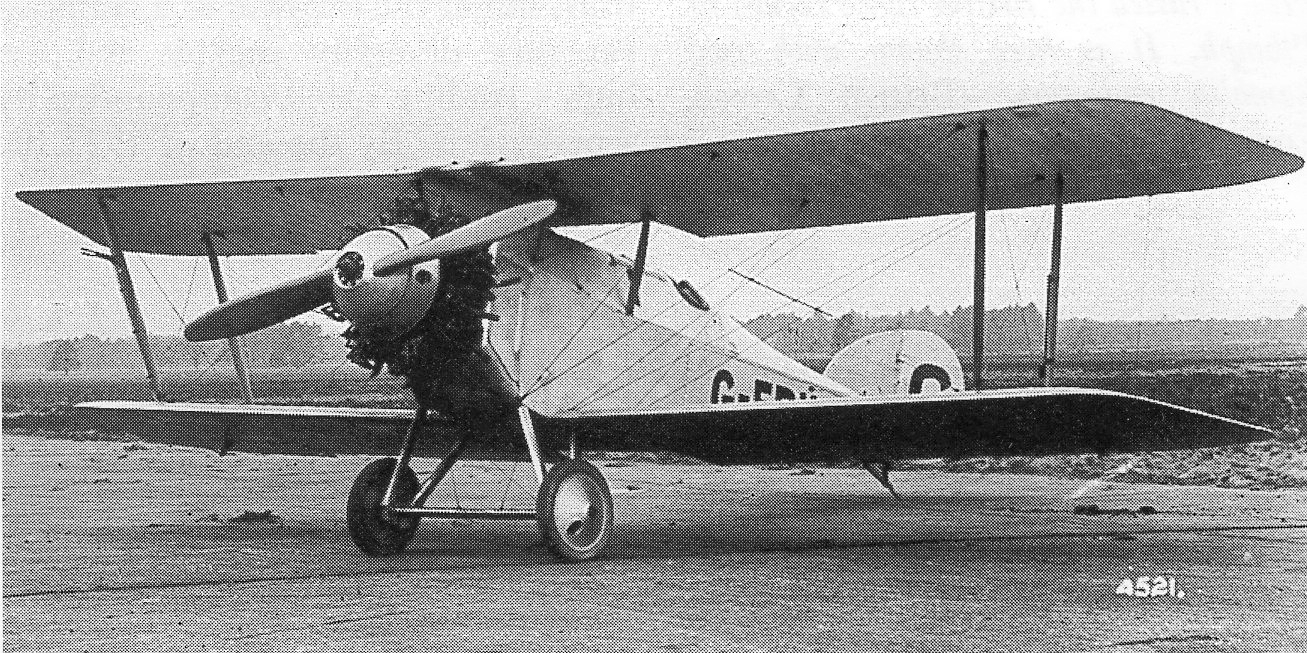
Martinsyde plan

Martinsyde Ltd var en engelsk motorcykel och flygplanstillverkare som grundades 1908 av H.P. Martin och George Handasyde under namnet Martin & Handasyde, 1912 ändrades namnet till Martinsyde.
Fabriken var belägen i Woking men viss tillverkning utfördes även i egna lokaler i Brooklands. Under första världskriget levererade Martinsyde över 1 500 spaningsflygplan till Royal Flying Corps (RFC). Efter att George Handasydes konstruktion Martinsyde Buzzard provflugit i november 1917, fick fabriken en order på 1 700 flygplan från RFC. Man blev därmed Englands största flygplanstillverkare. För att kunna klara leveransen lade Martinsyde ut tillverkningen på fyra andra flygplanstillverkare. När freden kom var knappt 400 flygplan levererade till RFC och fabriken stod med ett lager på 200 flygplan, som över en natt blivit svårsålda. Flera flygplan exporterades till andra länder och andra flygplan byggdes om till passagerar- och transportflygplan. Efter att fabriken drabbades av en brand och den minskade försäljningen medförde att företagets lönsamhet minskade ansökte man om konkurs 1921. Företagets flygtillverkning övertogs av Aircraft Disposal Company (ADC), medan motorcykeltillverkningen som startats 1919 övertogs av BAT Motor Manufacturing som därefter var verksamma under namnet BAT-Martinsyde fram till 1926.

## Flygplan producerade av Martinsyde
- Martinsyde S.1
- G.100 och G.102 "Elephant"
- Martinsyde RG, var en jaktplansvariant av G.100
- Martinsyde F.1
- Martinsyde F.2
- Martinsyde F.3
- Martinsyde F.4 Buzzard
- Martinsyde Type A Mk II
- BE.2c licenstillverkning
- SE.5A licenstillverkning

## Motorcyklar producerade av Martinsyde
- Martinsyde-Newman 680cc
- model B 678cc
- model C 498cc